# MetaCyc
La base de données MetaCyc contient un grand nombre d'informations sur le métabolisme et les enzymes de nombreux êtres vivants : structure des enzymes, cofacteurs, activateurs et inhibiteurs, spécificités de substrat, et, dans certains cas, constantes cinétiques. Elle fournit également des commentaires et des références dans la littérature. MetaCyc recueille essentiellement des données expérimentales sur les voies métaboliques,.
MetaCyc est utilisée comme jeu de données de référence en vue de prédire le métabolisme d'êtres vivants en fonction du séquençage de leur génome ; cela a été notamment le cas de centaines d'organismes, y compris ceux du BioCyc Database Collection.